# Eulasiona comstocki
Eulasiona comstocki là một loài ruồi trong họ Tachinidae.